# Aníbal Verón
Aníbal Verón fue un chofer de un colectivo de Salta, Argentina. El 10 de noviembre de 2000 él estaba protestando junto con otros trabajadores de su empresa, que habían sido despedidos con salarios atrasados con siete meses de retraso. La protesta fue duramente reprimida y Verón (de 37 años en ese momento) fue asesinado a tiros.
Desde entonces, Verón se convirtió en un mártir político de los trabajadores desempleados de Argentina. Una organización activista de piqueteros llevó su nombre CTD Aníbal Verón, o MTD Anibal Verón.